# 岩手医科大学附属病院
岩手医科大学附属病院（いわていかだいがくふぞくびょういん・英：Iwate Medical University Hospital）は、岩手県紫波郡矢巾町にある医療機関。学校法人岩手医科大学の大学附属病院である。特定機能病院。病院の理念は「誠の精神に基づく、誠の医療の実践」。
2019年（令和元年）9月20日までは盛岡市内に附属病院ほかを置き、同年9月21日に矢巾新附属病院へ新築移転した。この移転により岩手医科大学附属病院と移転前の位置に存在する内丸メディカルセンターの2施設での運営となった（内丸メディカルセンターの医科診療機能の大半も2026年4月に矢巾町に移転する計画となっている）。ここでは内丸メディカルセンターについても説明する。

## 沿革

### 創設
母体は1897年（明治30年）に三田俊次郎によって創設された私立岩手病院の開設に遡る。1928年（昭和3年）2月14日、財団法人岩手医学専門学校附属病院として開設された。1952年（昭和27年）、新制岩手医科大学発足に伴って岩手医科大学附属病院へ改称。
1967年（昭和42年）、歯学部附属病院（現・歯科医療センター）が開設される。
1980年（昭和55年）、岩手県と共同で岩手県高次救急センターを開設。なお、岩手県高次救急センターは2001年（平成13年）に岩手県高度救命救急センターへ改称・運営主体が岩手医大となった。
1997年（平成9年）、岩手医科大学附属循環器医療センター開設。2009年（平成21年）に岩手医科大学附属病院へ統合された。

### 移転と新診療体制
2019年9月21日に盛岡市内丸から紫波郡矢巾町大字藤沢に移転することが発表された。また盛岡市内の現存地には病院機能の一部を残すこととなった（内丸メディカルセンター）。2019年9月21日に新・附属病院（矢巾町大字藤沢・病床数1000床）への移転・開院に伴い、盛岡市内丸での旧・附属病院での救急受け入れと緊急手術は9月19日から停止、外来は同月20日を休診とする旨が報道された。また2019年9月21日当日は内丸の旧附属病院周辺において交通規制が実施された。
2019年9月の附属病院移転後、特定機能病院である岩手医科大学附属病院と、高度専門外来機能とプライマリ・ケアの充実を目指す岩手医科大学附属内丸メディカルセンターの2施設の診療体制となった。しかし、医師不足と物価や資材の高騰を受け、内丸メディカルセンターの医科診療機能の大半も2026年4月に矢巾町に移転する計画となっている。

## 診療科

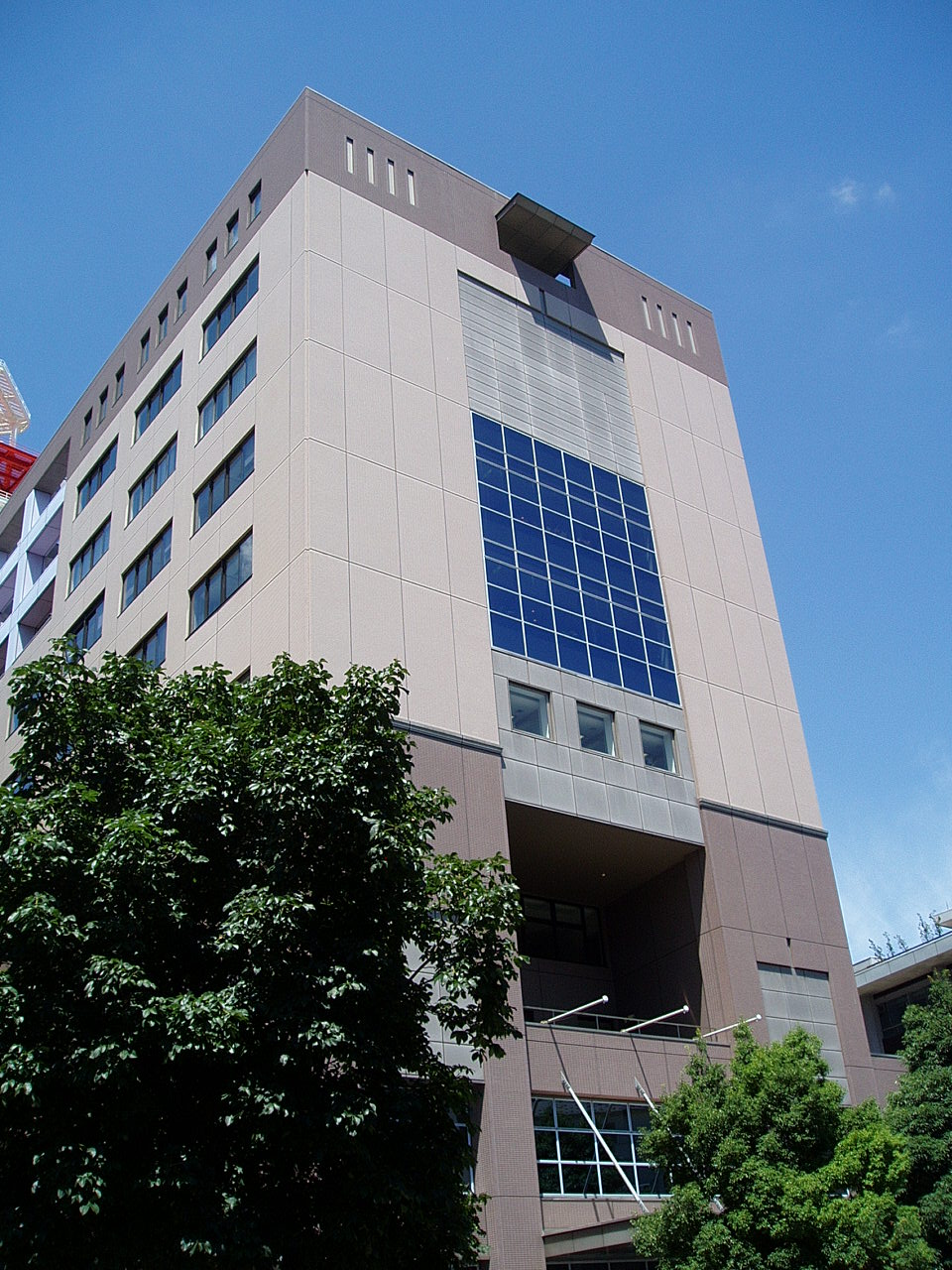
循環器医療センター（内丸）

| - 心臓血管外科 - 呼吸器外科 - 形成外科 - 小児科 - 頭頸部外科 - 精神神経科 - 児童精神科 - 放射線診断科・放射線治療科 - 麻酔科 - 救急科 - 緩和ケア科 - 臨床腫瘍科 - 循環器内科 - 産婦人科 - 耳鼻咽喉科 - 血液腫瘍内科 出典： | - 消化器内科・肝臓内科 - 腎・高血圧内科 - 呼吸器内科 - リウマチ・アレルギー・膠原病内科 - 糖尿病・代謝・内分泌内科 - 脳神経内科・老年科 - 脳神経外科 - 整形外科 - 眼科 - 皮膚科 - 泌尿器科 - 臨床検査科 - 総合診療科 - 睡眠医療科・睡眠医療認定医療機関 - 臨床遺伝科 - 血液腫瘍内科 - 循環器内科 - 外科 - 産婦人科 - 耳鼻咽喉科 - リハビリテーション科 出典： |  |

附属病院の歯科受診は入院対応のみである。

## 医療機関の指定等
- 保険医療機関
- 労災保険指定病院
- 指定自立支援医療機関（更生医療・育成医療・精神通院医療）
- 身体障害者福祉法指定医の配置されている医療機関
- 精神保健及び精神障害者福祉に関する法律に基づく指定病院又は応急入院指定病院
- 精神保健指定医の配置されている医療機関
- 生活保護法指定医療機関
- 結核指定医療機関
- 指定養育医療機関
- 戦傷病者特別援護法指定医療機関
- 原子爆弾被害者医療指定医療機関
- 公害医療機関
- 母体保護法指定医師の配置されている医療機関
- 特定機能病院
- 基幹災害拠点病院[20]
- 救命救急センター
- 臨床研修指定病院
- 臨床修練指定病院
- がん診療連携拠点病院
- エイズ治療拠点病院
- 肝疾患診療連携拠点病院
- 特定疾患治療研究事業委託医療機関
- DPC対象病院
- 小児慢性特定疾患治療研究事業委託医療機関
- 総合周産期母子医療センター
- 不妊専門相談センター
- 認知症疾患医療センター

## 岩手県高度救命救急センター
岩手県が設置し、岩手医科大学附属病院が運営する高度救命救急センター

## 院内施設
附属病院
- トクタヴェール
- コスモス館

内丸メディカルセンター
- 理容室
- 売店
- 介護ショップ
- レストラン

## 交通アクセス
附属病院
出典 : 
| 運行事業者             | 始発地 | 系統・路線                             | 下車停留所   |
| ---------------------- | ------ | -------------------------------------- | ------------ |
| 岩手県交通             | 盛岡駅 | 513・514・601・604・607                | 岩手医大病院 |
| 岩手県交通             | 矢幅駅 | 医大矢巾キャンパス行・岩手医大方面循環 | 岩手医大病院 |
| 東和町総合サービス公社 | 花巻駅 | 岩手医科大学附属病院利用者連絡バス     | 岩手医大病院 |
| 秋北バス               | 大館駅 | みちのく号                             | 岩手医大病院 |

- JR東北本線「矢幅駅」より徒歩15分。
- 東北自動車道「矢巾スマートインターチェンジより約12分。

内丸メディカルセンター
出典 : 
JR・IGRいわて銀河鉄道盛岡駅より
- 岩手県交通
  - 盛岡バスセンター行で、「中央通一丁目」下車。
  - 盛岡都心循環バス「でんでんむし」・327で、「医大内丸メディカルセンター前」下車。
- 車で約10分。
- 徒歩で約30分。

## 関連施設
- 岩手医科大学附属花巻温泉病院
  - 岩手県花巻市。国立療養所花巻温泉病院の廃止に伴い、1993年7月に移譲を受けて開院。2019年3月31日をもって閉院した[28]。